# Celestí Barallat i Falguera
Celestí Barallat i Falguera (Barcelona, 3 d'agost de 1840 - Barcelona, 2 de novembre de 1905) fou un advocat i escriptor català.

## Començaments
Celestí Barallat i Falguera va néixer el 3 d'agost de 1840 a Barcelona. El seu avi matern, el seu oncle (Félix Maria Falguera) i el seu pare (Marià Barallat) eren notaris, per tant, estava predestinat a exercir en el terreny del dret. A l'edat de deu anys ja havien mort tres dels seus sis germans.
La seva infància i joventut estan marcades pel seu interès en la poesia, la naturalesa, l'excursionisme i l'espiritualitat. Va estudiar en el col·legi de Càndid Artiga i posteriorment en l'Institut Provincial de Barcelona (situat a la Universitat Literària). Va obtenir un resultat d'excel·lent en el seu títol de batxiller davant d'un tribunal d'excepció: Joan Cortada i Sala (història universal), Josep Lluís Pons i Gallarza (retòrica i poètica) i Antoni Bergnes de las Casas (grec).
Prossegueix amb els seus estudis universitaris de dret civil i canònic, dels quals assoleix la llicenciatura el 6 de juliol de 1862. És durant la seva formació que estableix relació amb personatges rellevants de l'època: Francesc Pelagi Briz, Francesc Miquel i Badia, Josep d'Argullol i Serra, els germans Francesc de Sales Maspons i Labrós. En 1875 fou mantenidor dels Jocs Florals de Barcelona i en 1877 ingressà a l'Acadèmia de Bones Lletres de Barcelona, de la qual fou secretari. També fou soci fundador de l'Associació Catalana d'Excursions Científiques i membre de la junta de govern de l'Ateneu Barcelonès

## Obres
Va escriure articles al Diari de Barcelona, Lo Gai Saber, Calendari Català i La Renaixença. Traduí al català l'oda "I Troubaire Catalan" de Frederic Mistral (1861), i al castellà poemes d'Horaci, "Mireio" (1868) de Mistral, i "Lohengrin" (1882) de Wagner. El 1905 La Ilustració Catalana publica dues traduccions al català de Celestí Barallat: l'Oda als trobadors catalans de Mistral, i l'Himne Cretenc també de Mistral. Joan Perucho li va dedicar el seu capítol d'Oscura turba de los más raros escritores españoles.

## Política
Afiliat al Partit Conservador i col·laborador en la restauració d'Alfons XII, el 1874 fou membre del Comitè Directiu dels alfonsins de Barcelona, amb els quals va signar el manifest de la Lliga de l'Ordre Social. Va ser regidor de l'Ajuntament de Barcelona (1875-1877). Fou membre de la Comissió de Cementiris que va impulsar la construcció del cementiri de Montjuïc.